# Йоганн Маттіас Хазе
Йоганн Маттіас Газе (нім. Johann Matthias Hase; 1684, Німеччина — 1742, Віттенберг, Священна Римська імперія) — німецький картограф, математик, астроном, історик та географ.

## Карти України
1743 року, після смерті Йоганна Маттіаса Газе, спадкоємці видали карту «Europa Secundum legitimas Projectionis Stereographicae…». Лівобережна Україна позначена як «Cosaki Zaporowski» (Козаки Запорозькі). На Правобережжі виділено українські історико-географічні регіони: Червона Русь (Russia Rvbra), Поділля, Волинь. Карта неодноразово перевидавалася, зокрема 1789 р..